# 堅壁清野
堅壁清野（けんぺきせいや）は、焦土作戦の一種。清野作戦ともいう。城壁に囲まれた市街地内に人員を集中させ（堅壁）、城外は徹底して焦土化する（清野）ことで、進攻してきた敵軍は何も接収できないようにして疲弊させ、持久戦を有利に運ぶ狙いで行われる。

## 古代
中国では古来からの戦法とされ、古くは『後漢紀』巻四にも現れる。また白蓮教の乱の際の勒保、龔景瀚、清のヌルハチを敗走させた袁崇煥などの策がある。

## 国民革命軍による作戦
日中戦争期に国民革命軍によって堅壁清野は行われた。国民革命軍は日本軍・中国共産党軍の双方に対しこの作戦を取った。焦土化の対象は、軍事施設や食糧倉庫のみならず田畑や民家にまで及び、南京戦の際には、日本軍の遮蔽物に使われる可能性のある建物をすべて焼却した。国民革命軍により南京城壁の周囲1〜2kmの居住区全域と、南京城から半径16km以内にある道路沿いの村落と民家を焼き払い、焦土化された。
国民革命軍はその後も日本軍の進撃を止めるため黄河を決壊し、人工的に洪水を起こした黄河決壊作戦や、日本軍が迫ったとの流言に惑わされた中国軍による焦土作戦の長沙大火もある。
中華民国陸軍軍官学校出身の朝鮮人将校崔徳新は、国民革命軍を率いて共産ゲリラ討伐戦術で堅壁清野作戦を実施した。

## 韓国軍による作戦
国民革命軍将校であった崔徳新は、第二次大戦後帰国し、その後の朝鮮戦争でも韓国陸軍第11師団長として共産主義ゲリラ討伐のために堅壁清野作戦を実施した。堅壁清野作戦は「必ず確保すべき戦略拠点は壁を築くように堅固に確保し、やむを得ず放棄する地域は人員と物資を清掃し、敵が留まることが出来ないよう野原にする」という内容であった。
1951年2月7日、第11師団第9連隊第3大隊は山清郡今西地域芳谷里佳峴村に進撃し、家屋を焼き払った。金目の物を集めた後、村の住民123人を渓谷に突き落としたり、四列横隊に並ばせて銃殺、さらに芳谷村民212名、咸陽郡休川地域桐江里村民60名、花渓里、自恵里と咸陽郡柳林の西洲,蓀谷,池谷村の軍警察の家族以外の住民310名を虐殺し、犠牲者は計705名にのぼった(山清・咸陽虐殺事件)。さらに2月9日、居昌郡神院で民家78世帯に放火し、住民80名余を殺戮。2月10日、苽亭里、中楡里、大峴里、臥龍里の全民家を焼き払い、疎開させるという理由で住民を連行し、隊列に遅れた老人20名余を射殺し、女子ども100名余を大峴里担凉渓谷で虐殺した。2月11日には、神院初等学校に強制収容した苽亭里,中楡里の全住民と大峴里,臥龍里の住民1000名のうち軍警察、公務員、青年防衛隊の家族をのぞく540名余の住民を珀珊渓谷に集め、機関銃などで射殺し、焼却した。この居昌虐殺事件の犠牲者は719名であった。山清・咸陽と居昌の事件の犠牲者総計は1424名にのぼった。

## 関連作品
- 作家の魯迅は1926年1月「新女性」創刊号で「堅壁清野主義」を発表した[7]。